# EC 1.3.99
La EC 1.3.99 è una sotto-sottoclasse della classificazione EC relativa agli enzimi. Si tratta di una sottoclasse delle ossidoreduttasi che include enzimi che agiscono su donatori di elettroni aventi gruppi CH-CH ed accettori di diversi tipi.

## Enzimi appartenenti alla sotto-sottoclasse
| numero EC    | nome accettato                             |
| ------------ | ------------------------------------------ |
| EC 1.3.99.1  | succinato deidrogenasi                     |
| EC 1.3.99.2  | butirril-CoA deidrogenasi                  |
| EC 1.3.99.3  | acil-CoA deidrogenasi                      |
| EC 1.3.99.4  | 3-ossosteroide 1-deidrogenasi              |
| EC 1.3.99.5  | 3-osso-5alfa-steroide 4-deidrogenasi       |
| EC 1.3.99.6  | 3-osso-5beta-steroide 4-deidrogenasi       |
| EC 1.3.99.7  | glutaril-CoA deidrogenasi                  |
| EC 1.3.99.8  | 2-furoil-CoA deidrogenasi                  |
| EC 1.3.99.10 | isovaleril-CoA deidrogenasi                |
| EC 1.3.99.11 | diidroorotato deidrogenasi                 |
| EC 1.3.99.12 | 2-metilacil-CoA deidrogenasi               |
| EC 1.3.99.13 | long-caina-acil-CoA deidrogenasi           |
| EC 1.3.99.14 | cicloesanone deidrogenasi                  |
| EC 1.3.99.15 | benzoil-CoA reduttasi                      |
| EC 1.3.99.16 | isochinolina 1-ossidoreduttasi             |
| EC 1.3.99.17 | chinolina 2-ossidoreduttasi                |
| EC 1.3.99.18 | chinaldato 4-ossidoreduttasi               |
| EC 1.3.99.19 | chinolina-4-carbossilato 2-ossidoreduttasi |
| EC 1.3.99.20 | 4-idrossibenzoil-CoA reduttasi             |
| EC 1.3.99.21 | (R)-benzilsuccinil-CoA deidrogenasi        |
| EC 1.3.99.22 | coproporfirinogeno deidrogenasi            |
| EC 1.3.99.23 | tutto-trans-retinolo 13,14-reduttasi       |